# Anggun
Anggun Cipta Sasmi, dite Anggun (et connue sous le nom de Anggun C. Sasmi en Indonésie et certains pays d'Asie), est une chanteuse indonésienne naturalisée française, née le 29 avril 1974 à Jakarta.
En francophonie, elle obtient ses premiers grands succès avec les chansons La Neige au Sahara et Au nom de la lune en 1997.
Elle a représenté la France au Concours Eurovision de la chanson 2012 avec le titre Echo (You and I), qui s'est classée 22e. Le choix de faire représenter la chanson française par une chanson en anglais avait suscité la réprobation du public et du ministère de la Culture.
Par ailleurs, elle a été, aussi bien en France qu'en Asie, jurée pour des talent shows et émissions de divertissement telles que The X Factor Indonesia, Asia's Got Talent, The Voice Indonesia ou encore Mask Singer.
Plus ponctuellement, elle est également actrice. Elle a par exemple doublé un personnage dans la version française du film d'animation Raya et le Dernier Dragon.

## Biographie

### 1986-1993: carrière en Indonésie
Anggun Cipta Sasmi grandit à Yogyakarta. Sous la houlette de son père, elle commence une carrière de chanteuse dès l'âge de sept ans. Son premier disque, destiné aux enfants, sort deux ans plus tard,. Son premier album studio, Dunia Aku Punya, est influencé par le rock occidental. Réalisé par Ian Antono, un producteur célèbre en Indonésie, il connaît le succès et se classe dans le hit parade national. Le disque est édité en 1986, alors que la jeune chanteuse est âgée de douze ans. Au cours de son adolescence, elle devient l'une des artistes les plus populaires de son pays et se fait également connaître en Asie du Sud-Est,. À cette époque, Anggun estime que le public l'a déjà cataloguée comme une chanteuse rock, alors qu'elle ne souhaite pas se cantonner dans ce rôle. Elle monte son propre label discographique à l'âge de 19 ans afin de pouvoir choisir elle-même ses collaborateurs et sélectionner son répertoire.

### 1994-1996: débuts en Europe
Anggun rêve de conquérir le public international et décide de quitter le pays. La chanteuse vend la maison de disques qu'elle possède en Indonésie et s'envole pour l'Europe en 1994. Elle atterrit d'abord à Londres, où elle fait quelques rencontres et entame des projets qui n'aboutissent pas. Elle décide de partir pour les Pays-Bas, mais fait auparavant escale à Paris. Elle y restera six ans. Anggun apprend le français à l'Alliance française de Paris et fait des rencontres professionnelles qui lui permettront d'être mise en relation avec Florent Pagny, qui à son tour la présente à Erick Benzi.

### 1997-2004: carrière internationale

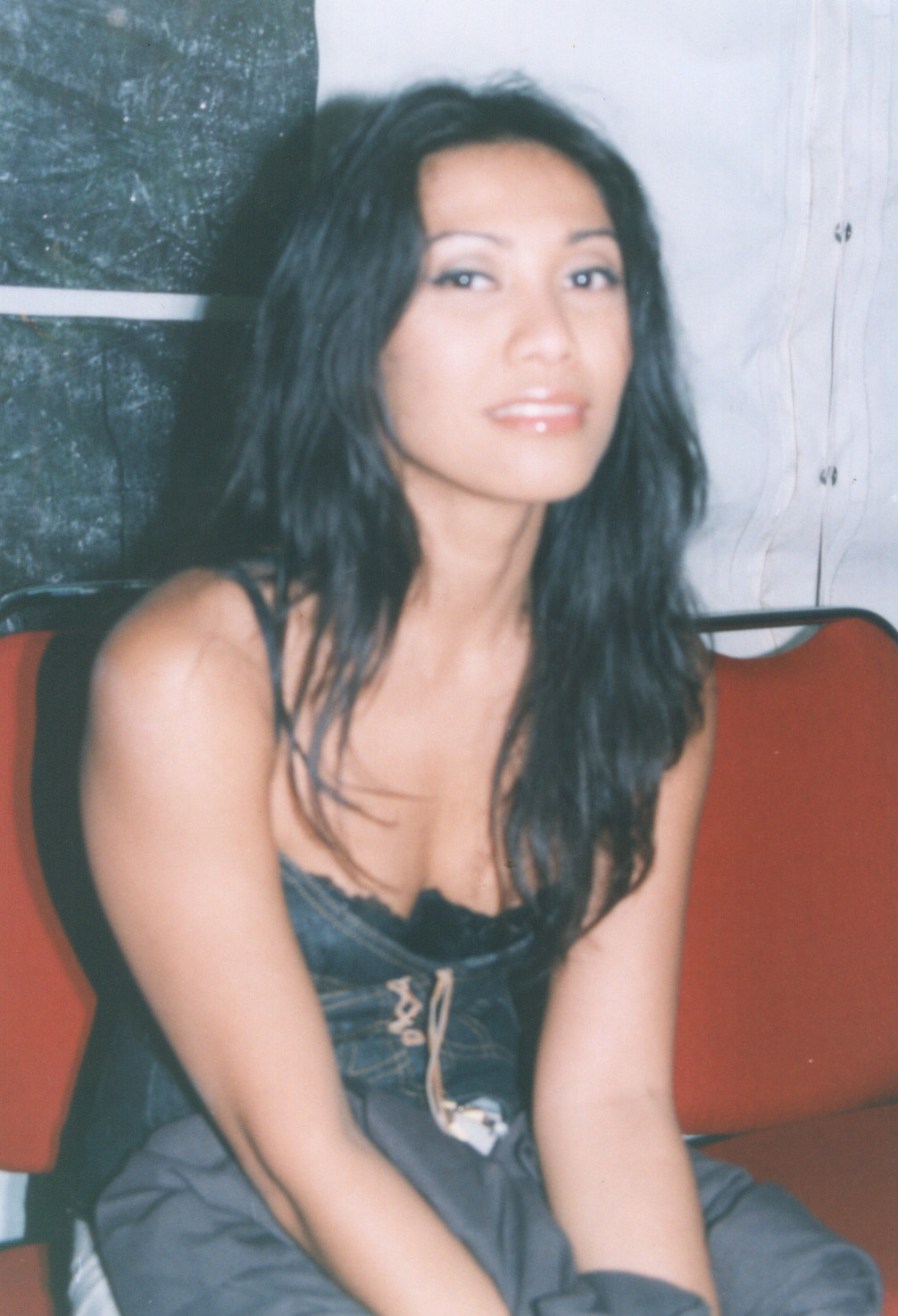
Anggun en Indonésie en 2003.

Erick Benzi lui écrit une première chanson, La Rose des vents, puis un album intitulé Anggun dont le titre phare, La Neige au Sahara, est choisi comme premier single. Celui-ci lance sa carrière et lui permet de se faire connaître du grand public. L'album est d'abord édité au Japon en 1997 par Columbia, une filiale de Sony Music. Cette version comprend dix-neuf chansons, dont trois en français. Il est édité en France en 1998 avec seize chansons dont quinze en français. Enfin en 1999, il sort aux États-Unis sous le titre Snow on the Sahara avec seulement onze titres, tous en anglais. L'album est commercialisé dans 35 pays et Anggun assure la promotion (États-Unis, Indonésie, Italie, etc.) pendant trois ans. Elle est accompagnée par un groupe de musiciens français composé de Patrick Buchmann (batterie, percussions, chant), Nicolas-Yvan Mingot (guitare), Yannick Hardouin (basse) et Patrice Clémentin (claviers). Les ventes mondiales du disque dépassent les 900 000 exemplaires et il est certifié « double disque d'or ». En 1999, la chanson Snow on the Sahara est utilisée par la marque de montres suisses Swatch pour sa campagne internationale de promotion. Ce même titre fait l'objet d'une reprise par la chanteuse anglaise Sarah Brightman, en tant que titre bonus de son album The Harem tour, sorti en 2004. 
En 2000, Anggun présente son deuxième album, toujours sous l'égide d'Erick Benzi, Désirs Contraires. Le disque ne bénéficie que d'une faible promotion et est passé relativement inaperçu en France. Il s'est bien exporté, en particulier en Indonésie (disque de platine) et en Italie (disque d'or). L'album sort sous le nom de Chrysalis dans quinze pays d'Asie simultanément, dont Singapour, la Malaisie, les Philippines, Taïwan et le Japon. La chanson Tu nages présente sur la liste des pistes de Désirs Contraires est également interprétée par Céline Dion sur son album Une fille et quatre types en 2003. Fin 2000, Anggun est invitée par le Vatican pour le grand concert de Noël aux côtés de Bryan Adams. Elle effectue ensuite une mini-tournée d'une dizaine de dates inaugurée à La Cigale le 1er février 2001, sa première scène française. En mars 2001, elle est l'une des nombreuses interprètes du titre Que serais-je demain ? en tant que membre du collectif féminin Les Voix de l'espoir créé par Princess Erika puis réalise une large tournée en Asie qui se termine au Théâtre Kallang de Singapour. Elle annonce son départ de son premier label en janvier 2003, puis s'installe à Montréal, au Canada, pour y retrouver son fiancé de l'époque. Elle effectue une tournée en Indonésie et choisit pour l'accompagner le jeune Julian Cely, devenu son filleul musical.

### 2005-2007:LuminescenceetBest Of

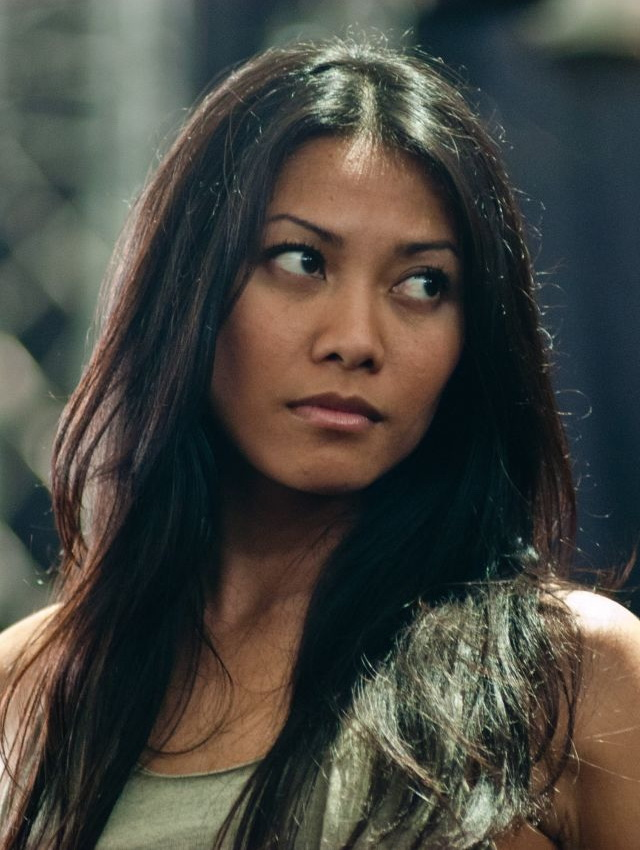
Anggun en 2005.

Anggun signe durant l'été 2004 avec Heben Music et début 2005, son troisième album apparaît, intitulé Luminescence. Le premier single choisi est Être une femme. Une tournée est mise en place dont le premier concert est donné le 14 mars 2005 à l'Européen. La sortie de cet album dans d'autres pays l'amène à le promouvoir dans toute l'Europe (Grèce, Russie, etc.) et en Asie jusqu'au milieu de l'année 2007. Durant cette tournée, elle était accompagnée par ses musiciens Cyril Tarquiny, Fabrice Ach, Olivier Freche, Jean-Marie Négozio et Claude Sarragossa. D'autres singles comme Cesse La Pluie, clip réalisé par Jean-Baptiste Erreca, pour la bande originale du film Le Transporteur 2, Juste Avant Toi ou encore Garde-moi, sont également les succès de cet opus, clips réalisé par Jean-Baptiste Erreca. Il existe des versions alternatives comme Être une femme featuring Diam's ou encore Garde-moi featuring David Hallyday, mais uniquement sur la version album.
En 2006, Sony BMG Indonesia met sur le marché indonésien un best of de la chanteuse (incluant trois succès dans sa langue natale). Elle reçoit trois jours plus tard à Djakarta le Legend Asian Artist Award. En 2007, c'est en Italie que sort son best of distribué par Carosello Records.
La particularité d'Anggun est d'allier différentes influences musicales et de pouvoir chanter en trois langues. Chacun de ses albums parait au moins en trois versions, une française, une anglaise et une indonésienne. Anggun compose généralement en anglais, et elle s'associe ensuite avec des coauteurs (Jean Fauque, Tété, Lionel Florence, Evelyne Kral pour le troisième album, mais aussi Erick Benzi ou Jacques Veneruso, Gildas Arzel pour les précédents) pour les réadapter en français.
En 2007, elle est la narratrice de la version française du film Un jour sur Terre.

### 2008-2010:Élévation, et début au cinéma
Son quatrième album, Élévation, paraît le 20 octobre 2008. Il est produit par Tefa & Mesta, les producteurs de Diam's, Sinik, Kery James, etc. On note la participation de Pras (ex-membre des Fugees) ainsi que de Sinik et Big Ali. Cet album est un mix entre pop aux accents R&B et beats hip-hop / rap. Fidèle à ses habitudes, Anggun en a également réalisé une version internationale ainsi qu'une version pour le marché asiatique. L'album s'est classé numéro un dès sa sortie en Indonésie, annonçant à nouveau un succès dans son pays natal. L'album contient les singles Si tu l'avoues (qui comprend en chœurs K-Reen) et Si je t'emmène en featuring Pras, clip réalisé par Jean-Baptiste Erreca.
En 2009, Anggun, comme beaucoup d'autres chanteurs, se lance dans le 7e art sous la direction de Claude Lelouch : elle fait une apparition dans son film Ces amours-là.

### 2011-2013:Échos, Eurovision etX Factor
Son cinquième album est intitulé Échos dans sa version française et Echoes pour les versions anglophone et indonésienne. Cet album aux sonorités pop, comprenant quatorze titres, est sorti en novembre 2011 en France. Le premier single, intitulé Mon meilleur amour, est disponible depuis le 11 avril en téléchargement légal. En juin 2011, Anggun dévoile le clip de Je partirai réalisé par Jean-Baptiste Erreca. Le 2 décembre 2011, Anggun dévoile le clip de Mon meilleur amour.
Fin janvier 2012, la chanteuse est choisie en interne par France Télévisions pour représenter la France au Concours Eurovision de la chanson 2012 se tenant à Bakou en Azerbaïdjan le 26 mai. Elle y interprète le titre Echo (You and I), écrit et composé par Jean-Pierre Pilot et William Rousseau. Avec 21 points au classement combiné des votes par téléphone et des votes du jury, elle se classe 22e sur 26 participants (dans le détail, elle obtient 85 points grâce à l'ensemble des jurys, la plaçant 13e, mais elle n'obtient aucun point dans le vote des téléspectateurs qui la place dernière),.
En juin de la même année, elle donne un concert au Trianon, à Paris.
À partir de février 2013, Anggun intègre le jury de X Factor Indonesia (en). Elle déclare avoir accepté de participer à l'émission de télé-crochet musicale non pour juger les candidats, mais pour les conseiller.

### 2014-2016:Indonesia's Got TalentetToujours un ailleurs

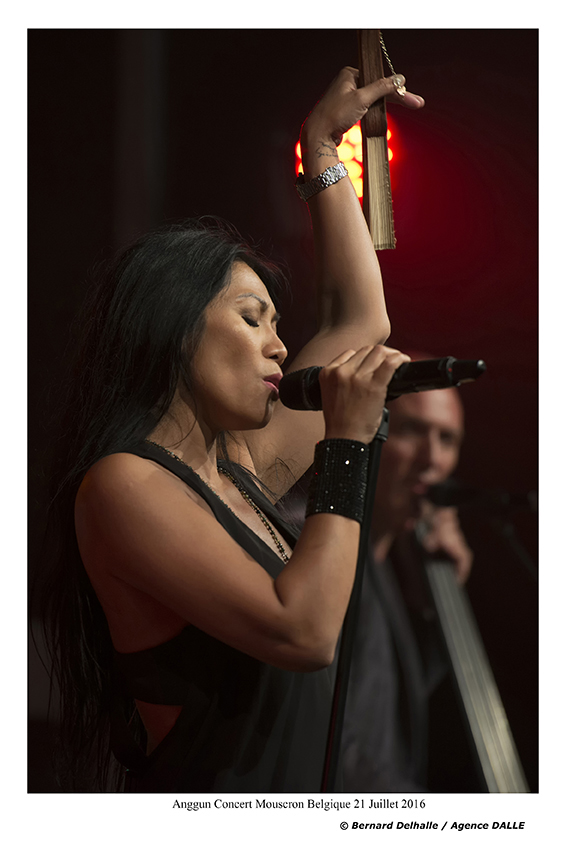
Anggun en 2016.

En 2014, après le succès de X Factor, Anggun est recrutée pour devenir jurée dans une autre émission de télévision en Indonésie : Indonesia's Got Talent (en), la déclinaison indonésienne de l'émission America's Got Talent. Afin de préparer le programme, elle reçoit des instructions de Simon Cowell au cours d'une émission de Britain's Got Talent. Anggun réenregistre son premier single international avec Tony Carreira : La Neige au Sahara (Faço Chover No Deserto) pour l'album de ce dernier intitulé Nos fiançailles : France / Portugal. Le duo interprète la chanson aux World Music Awards 2014 à Monte-Carlo le 27 mai 2014. Lors de la cérémonie, Anggun est élue meilleure artiste indonésienne du monde.
Anggun travaille sur un album studio, prévu pour une sortie en 2015. Les artistes collaborateurs confirmés sont Paul Barry (en) et Deep Forest.
En novembre 2014, la galette A Musical Affair d'Il Divo est éditée. Plusieurs artistes se joignent au quatuor, dont Anggun, Hélène Ségara, Florent Pagny, Natasha St-Pier, Vincent Niclo et Sonia Lacen.
En 2015, elle sort la chanson Pour une fois en duo avec Vincent Niclo. La même année, Anggun revient avec son album intitulé Toujours un ailleurs qui sort en album physique en France et en Belgique sous label TF1 Musique le 20 novembre 2015, l'album numérique étant quant à lui disponible sur iTunes. L'album revisite la musiques du monde de son premier album international, La neige au Sahara (1997). Toujours un Ailleurs est produit par Frédéric Château et Brian Rawling. Sur certains titres, Anggun chante en duo avec Florent Pagny et Angélique Kidjo. L'album se classe rapidement dans les Top 50 (top 43 en Belgique, 39 top albums, 33 top albums physiques, 33 top albums téléchargés). Un titre se distingue, le duo avec Florent Pagny Nos vies parallèles (top 7 sur le Ultratip Singles Chart belge, top 39 sur le Ultratop Singles Chart et top 47 sur la SNEP top singles téléchargés).
En 2016, elle devient chroniqueuse dans l'émission de radio Les Pieds dans le plat avec Cyril Hanouna.

### Depuis 2018:8, huitième album studio en anglais
En 2018, Anggun sort son huitième album (en) en anglais, sept ans après son dernier album anglais Heroes. La même année, elle intègre le jury dans la version indonésienne de The Voice.
Elle quitte ensuite les télé-crochets asiatiques (Asia's Got Talent, The Voice Indonesia) pour rejoindre des talent shows français. Ainsi à partir de novembre 2019, elle est membre du jury de Mask Singer sur TF1, présentée par Camille Combal, aux côtés d'Alessandra Sublet, Kev Adams et Jarry. Il s'agit de la version française de King of Mask Singer. Elle participe également deux fois à l'émission Good Singers en 2020 et 2022 et participe également à la douzième saison de Danse avec les Stars durant l'année 2022.

### Depuis 2001: diverses collaborations
En 2001, l'album Soulshine de DJ Cam s'ouvre avec le titre Summer in Paris feat. Anggun. La même année, sa chanson On the Breath of an Angel, composée par Jacques Veneruso, Nikki Matheson et Anggun est interprétée et adaptée en vietnamien par Mỹ Tâm en 2001. Ce titre est gravé sur le premier album de cette dernière Mãi Yêu. En 2002, Anggun interprète Open Hearts, la bande originale du film Open Hearts de Susanne Bier, sorti en 2003 dans les salles scandinaves. Elle a également participé à d'autres bandes originales, Anastasia en 1997, Gloups ! je suis un poisson et Anja & Victor en 2001, Le Transporteur 2 (Cesse la pluie) en 2005, ou bien la série documentaire Genesis II et l'homme créa la nature de Frédéric Lepage, réalisé par Jean-Baptiste Erreca, diffusée en 2004 sur France 5.

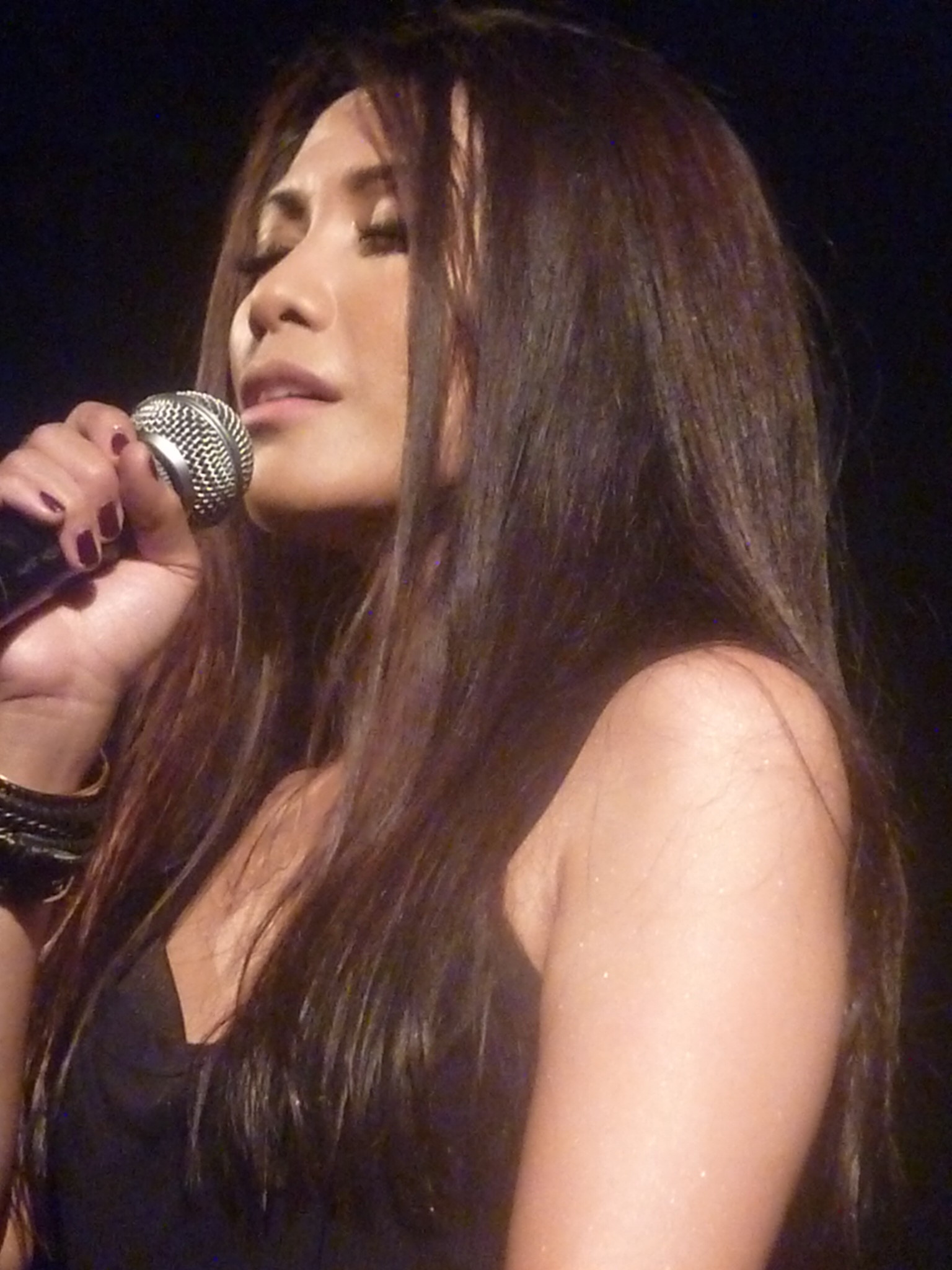
Anggun au Trianon à Paris en 2012.

En 2007, elle est choisie comme narratrice du film et interprète du générique d'Un jour sur Terre, un film documentaire écologique d'Alastair Fothergill produit par BBC Worldwide. Elle interprète aussi Over The Hill Of Secrets et Panorama sur des musiques de François Moity pour la publicité Gaz de France.
Elle participe également à de nombreux duos avec notamment DJ Cam (Soulshine) et Deep Forest (Music Detected) en 2002, Le printemps français (compilation française sortie en Indonésie), Piero Pelù (L'Uomo Della Strada), Serge Lama (Pluri elles), Tri Yann (Marines) en 2003, Fabrice Ach (L'Homme idéal) en 2005, Julio Iglesias (Romantic) en 2007 et I Muvrini (I Muvrini et les 500 choristes), pour une reprise du titre de Bruce Springsteen Street of Philadelphia en 2008. Anggun a également collaboré avec le DJ Laurent Wolf pour une reprise de son titre No Stress, sortie uniquement en Asie et plus récemment avec le DJ allemand Schiller, avec lequel elle a assuré quelques dates lors de sa tournée européenne. Elle participe aussi en 2010 à la chanson du générique de la série d'animation française Wakfu Sur tes pas[réf. nécessaire].
Le 22 avril 2013 marque la sortie de l'album Thérèse, vivre d'amour, disque de platine le 15 mai 2013, dans lequel Anggun chante deux chansons en duo. Grégoire a mis en musique des poèmes de sainte Thérèse de Lisieux interprétés par plusieurs artistes et personnalités dont Natasha St-Pier qui porte le projet. Elle explique sa participation à cet album de chants religieux chrétiens par « le besoin de ce genre de message pour réaliser des choses de manière collective et laisser de côté cet aspect individualiste de notre société ».
À l'occasion de la sortie de l'album hommage à Jean-Jacques Goldman (Génération Goldman volume 2) le 26 août 2013, Anggun, en compagnie d'Amaury Vassili et Damien Sargue, reprend le titre Né en 17 à Leidenstadt, chanté à l'origine par Jean-Jacques Goldman, Carole Fredericks et Michael Jones.
Après avoir fait un duo avec Mickael Carreira sur le titre Chama por mim (Call My Name) en 2010, elle enregistre une nouvelle version de Neige au Sahara avec Tony Carreira en 2013.
En 2016, elle collabore avec Enigma sur l'album The Fall of a Rebel Angel qui sort le 11 novembre 2016. Elle pose sa voix sur les titres : Mother, Sadeness (Part II) et Oxygen red. Elle interprète Need You Now avec l'Irlandais Shane Filan en 2018 sur l'édition deluxe de l'album de ce dernier Love Always.
En 2022, elle participe comme candidate à la saison 12 de l'émission Danse avec les stars.
En 2023, elle participe à la comédie musicale Al Capone

## Vie privée
Anggun, de son nom complet Anggun Cipta Sasmi, qui signifie « rêve gracieux » en javanais[réf. nécessaire], est la fille du chanteur et producteur Darto Singo. Sa mère appartient à la noblesse javanaise. La chanteuse est née dans une famille musulmane et a fréquenté une école catholique durant son enfance. Elle affirme que ses producteurs l'ont empêchée de parler librement de sa religion lors de son arrivée en France. Elle dit vouloir « vivre [sa] féminité et [sa] modernité tout en étant musulmane ».
La chanteuse obtient la nationalité française en 2000. L'Indonésie ne reconnaissant pas la double nationalité, la chanteuse perd alors sa nationalité indonésienne,.
Elle a été mariée successivement à Michel Georgea de 1992 à 1999 et à Olivier Maury de 2004 à 2006.
Elle épouse le romancier français Cyril Montana en juin 2010. Le couple a une fille, prénommée Kirana (« rayon de lumière » en indonésien), née le 8 novembre 2007,. Ils divorcent début 2015.
Le 16 août 2018, elle se marie avec Christian Kretschmar, un photographe.

## Dans la culture populaire
Anggun est devenue la première femme indonésienne à être immortalisée en cire par Madame Tussauds en 2016. Située dans son musée de Bangkok, la statue d'Anggun a rejoint celle de Soekarno, le premier président de l'Indonésie.

## Engagements

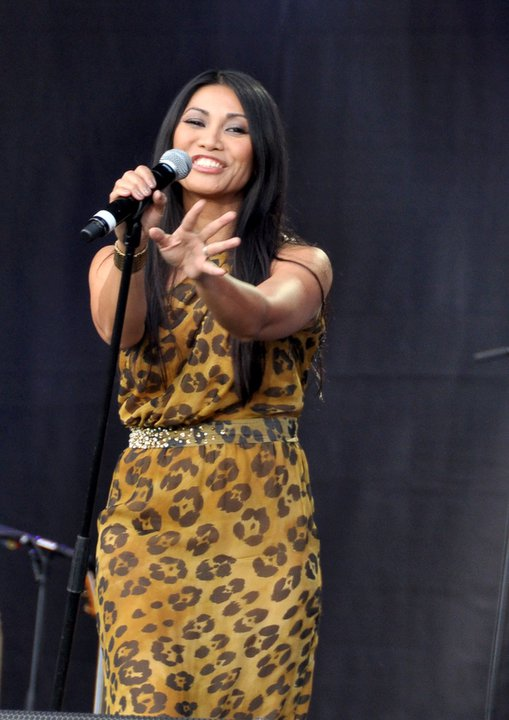
Anggun au concert pour l'égalité de SOS Racisme le 14 juillet 2011.

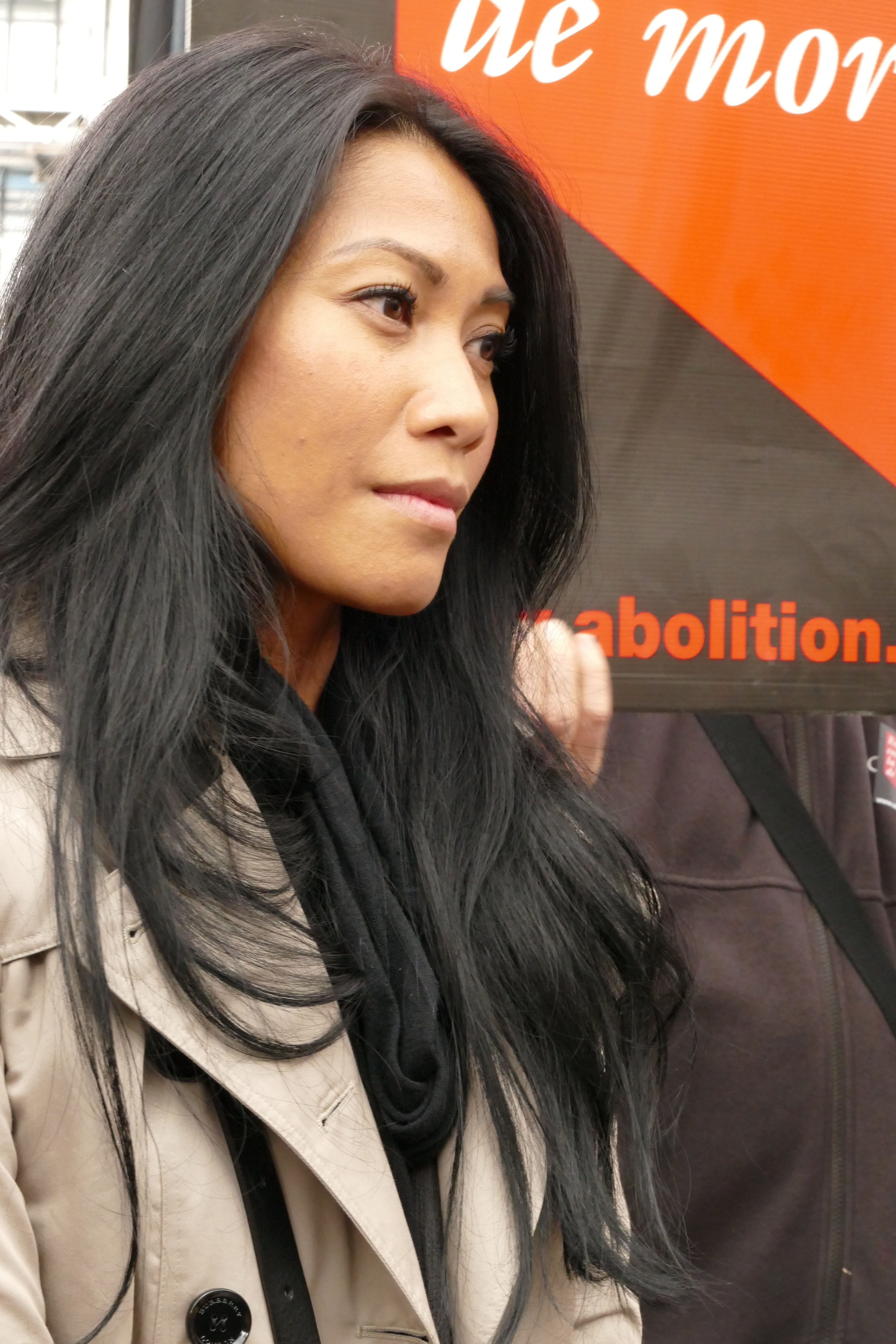
Anggun lors du rassemblement à l'initiative de Richard Sédillot et d'Ensemble contre la peine de mort contre la peine de mort de Serge Atlaoui le 25 avril 2015 à Paris.

Depuis ses débuts en France, Anggun s'est impliquée dans de nombreuses causes : en 1998 avec le Sidaction (Ensemble contre le Sida), 1999 avec Les Enfoirés, 2000 avec Echoes from Earth, 2000 avec Qui sait ? pour l'association Solidarité sida, 2000 Noël au Vatican, 2001 avec Les voix de l'espoir, 2002 avec Gaia, 2003 pour le Concert pour la Paix, 2004 avec Genesis, 2005 avec A.S.I.E, 2006 avec Fight Aids. En septembre 2014, elle participe au single inédit Kiss & Love'' au profit du Sidaction,, etc.
En 2004, elle reçoit la médaille de Chevalier des Arts et des Lettres du ministre français de la Culture, Jean-Jacques Aillagon. Elle devient également porte-parole de l'Organisation des Nations unies dans le cadre de programmes destinés à lutter contre le sous-développement (micro-crédits).
Le 16 octobre 2009, Anggun a été nommée Ambassadrice de bonne volonté de l'Organisation des Nations unies pour l'alimentation et l'agriculture (FAO). En 2011, elle intègre le collectif Paris Africa au bénéfice de l'Unicef en posant sa voix sur la chanson caritative titrée Des ricochets.
En décembre 2012, elle cosigne un appel d'artistes et de personnalités artistiques en faveur du mariage pour tous et du droit d'accès à l'adoption pour les couples homosexuels. Elle participe au single caritatif Je reprends ma route en faveur de l'association Les voix de l'enfant.
Le 22 avril 2015, Anggun écrit une lettre au président de l'Indonésie, Joko Widodo, pour l'implorer de gracier le Français Serge Atlaoui, condamné à mort à Jakarta pour trafic de drogue.
Depuis fin 2015, Anggun est la marraine de l'association Aviation Sans Frontières.

## Discographie

### Albums studio

#### Albums indonésiens
- 1986 : Dunia Aku Punya (no 1 Indonésie)
- 1991 : Anak Putih Abu-Abu (no 1 Indonésie)
- 1992 : Nocturno (no 2 Indonésie)
- 1993 : Anggun C. Sasmi... Lah!!! (no 1 Indonésie)

#### Albums internationaux
- 1997 : Au nom de la lune / Snow on the Sahara / Anggun (no 34 France, no 7 Italie, no 3 Malaisie, no 1 Indonésie)
- 2000 : Désirs contraires / Chrysalis (no 48 France, no 10 Italie, no 60 Suisse, no 1 Indonésie)
- 2002 : Open Hearts (album BO du film Open Heart)
- 2005 : Luminescence (no 16 France, no 91 Suisse, no 27 Italie, no 1 Indonésie)
- 2008 : Élévation (no 36 France, no 1 Indonésie)
- 2011 : Echoes (no 33 France, no 1 Indonésie)
- 2015 : Toujours un ailleurs (no 43 France)
- 2018 : 8 (en)

#### Compilations
- 1994 : Yang Hilang (1986-1994) (no 3 Indonésie)
- 2006 : Best of (1997-2005) (no 97 Italie, no 1 Indonésie)
- 2013 : Design of a Decade (2003–2013)

### Participations
- 1989 : Mimpi
- 1990 : Tua Tua Keladi
- 1990 : Laba Laba
- 1990 : Takut
- 1990 : Di Kota Mati
- 1991 : Gaya Remaja
- 1998 : Ensemble
- 2000 : album Solidays - chanson Qui sait ? pour l'association Solidarité sida
- 2000 : Les Voix de l'espoir
- 2001 : album Music Detected de Deep Forest
- 2001 : album It's Christmas : Natale In Vaticano
- 2001 : album de la bande originale du film Gloups ! je suis un poisson
- 2002 : album Hôtel Costes 5 d'Hôtel Costes
- 2002 : Anggun Feat. Dj Cam - Summer in Paris
- 2003 : album Plurielles de Serge Lama
- 2003 : album Marines de Tri Yann
- 2003 : album U.D.S. - L'uomo della strada de Piero Pelu
- 2004 : album Essence of the Forest by Deep Forest de Deep Forest
- 2007 : album Le Roi Soleil: De Versailles à Monaco (Live)
- 2007 : album I Muvrini et Les 500 Choristes
- 2008 : album Tudo o que eu sonhei de Mickael Carreira
- 2009 : album 50 Christmas Essentials, Vol. 2 (Selected by Believe)
- 2010 : Atemlos (avec le groupe Schiller)
- 2010 : Atemlos Live (avec le groupe Schiller) (CD et DVD)
- 2011 : Des ricochets (single)
- 2011 : Album Libres de chanter pour Paroles de Femmes
- 2011 : Duos de mes chansons (Edition Deluxe) de Gérard Lenorman
- 2011 : album Bécaud : Et maintenant
- 2013 : Thérèse, vivre d'amour avec Natasha St-Pier
- 2013 : Génération Goldman 2
- 2014 : album Nos fiançailles, France / Portugal de Tony Carreira
- 2015 : Les stars font leur cinéma
- 2015 : Martin et les fées
- 2015 : Lounge Tunes 1.0 (The Finest Selection of Smooth and Chill Out)
- 2016 : album The Fall of a Rebel Angel d'Enigma
- 2016 : album Love is a Deadly Game d'Emin
- 2016 : album Sadeness (Part II) d'Enigma
- 2016 : album Long Live Kotak de Kotak (en)
- 2017 : album Love Always (Deluxe) de Shane Filan
- 2017 : album Songwriter - My British Side de Alan Simon
- 2017 : Je tiens les rênes avec Joyce Jonathan
- 2019 : album U.D.S. - L'uomo della Strada
- 2021 : album Dany Brillant chante Aznavour - en duo
- 2021 : album Je n'ai que mon âme de Natasha St-Pier
- 2021 : album META par Sako (Chiens de paille)
- 2022 : album Stevie's Legacy' d'Ach4tet
- 2022 : Eli Hallo avec Lorenzo Licitra

## Émissions de télévision et de radio
- 1999 : Les Enfoirés : Dernière Édition avant l'an 2000 sur France 2 : membre de la troupe
- 2008 et 2015 : Élection de Miss France sur TF1 : jurée
- 2012 : Concours Eurovision de la chanson 2012 sur France 3 : candidate, représentante de la France
- 2012-2013 : X Factor Indonesia sur RCTI : jurée
- 2013 : X Factor Around the World sur RCTI : jurée
- 2014 : Indonesia's Got Talent sur SCTV  : jurée
- 2015-2019 : Asia's Got Talent sur AXN Asie : jurée
- 2015-2016 : Les Pieds dans le Plat sur Europe 1 : chroniqueuse
- 2018-2019 : The Voice Indonesia sur GTV : jurée
- 2019-2024 : Mask Singer sur TF1 : enquêtrice (saisons 1 à 3, invitée saison 5 et épisode spécial Noël)
- 2020 et 2022 : Good Singers sur TF1 : enquêtrice (saisons 1 et 3)
- 2021 : Profession Comédien sur TMC : elle-même
- 2021 : Les Reines du shopping, spéciale Célébrités sur M6 : candidate
- 2022 : Danse avec les stars (saison 12) sur TF1 : candidate
- 2023 : Demi-finales du Concours Eurovision de la chanson 2023 sur France 4 : commentatrice avec André Manoukian
- 2023 : Concours Eurovision de la chanson 2023 (finale) sur France 2 : porte-parole du jury français
- 2024 : Dream Team : la relève des stars sur TF1 : jurée
- 2024 : Starmaker : dans les pas d'une étoile sur RTL-TVI : jurée
- 2024-2025 : Les Grosses Têtes : sociétaire[39]

## Filmographie
- 2007 : Un jour sur Terre (documentaire) : narratrice (voix)
- 2010 : Ces amours-là de Claude Lelouch : elle-même
- 2020 : Coup de foudre à Bangkok (téléfilm) : Malee
- 2021 : Raya et le Dernier Dragon : Virana (voix ; doublage français)
- 2022 : Léo Matteï, Brigade des mineurs (série télévisée), saison 9, épisode Le Poison du secret : Mai Lan
- 2023 : Cannes police criminelle (série télévisée), saison 1, épisode 6 : Céleste Badeaux

## Distinctions
- 2004 : Chevalier des Arts et des Lettres
- 1998 : Nomination Artiste révélation aux Victoires de la musique 1998